# Formatie van Maassluis
De Formatie van Maassluis is een geologische formatie in de ondergrond van Nederland. De Formatie van Maassluis bestaat uit ondiep-mariene zanden en kleien uit het Vroeg-Pleistoceen.

## Beschrijving
De formatie bestaat voornamelijk uit kalkhoudend zand, waarin schelpen en mica's voorkomen. Er komen ook lagen mica- en kalkhoudende klei voor. Soms komen lagen met plantenresten of humus voor. Deze zanden en kleien zijn in ondiep zeewater afgezet, nabij de kust. Ze bestaan vaak uit cycli met naar boven toe steeds grotere korrelgrootte, wat typisch is voor dit soort afzettingen.
De formatie heeft een Pretiglien en Tiglien ouderdom (2,6 tot 1,8 miljoen jaar geleden), vroeger werden de etage en de ouderdom van de formatie Icenien genoemd.

## Stratigrafie
De Formatie van Maassluis ligt op de meeste plaatsen boven op de oudere, eveneens mariene, Formatie van Oosterhout. Het contact tussen de twee formaties is vaak geleidelijk. Boven op de Formatie van Maassluis liggen vaak de deltaïsche fossielloze witte zanden van de formaties van Peize en Waalre. De drie formaties kunnen ook vertand langs elkaar voorkomen. In Zeeland kan de Formatie van Naaldwijk direct boven op de Formatie van Maassluis liggen. In het noorden van Nederland ligt de Formatie van Peelo soms erosief over de Formatie van Maassluis.
De Formatie van Maassluis bevat zowel de mollusken-biozones MOL.A als MOL.B. De formatie wordt gecorreleerd met de Westkapelle Ground Formatie in de ondergrond van de Noordzee en de Red Crag en Norwich Crag uit het zuidwesten van Engeland. In België vormt de Formatie van Merksplas het laterale equivalent.